# Elizabeth Bishop
Elizabeth Bishop (Worcester, 8 de fevereiro de 1911 – 6 de outubro de 1979) foi uma autora americana, considerada uma das mais importantes poetisas do século XX a escrever em língua inglesa.

## Biografia

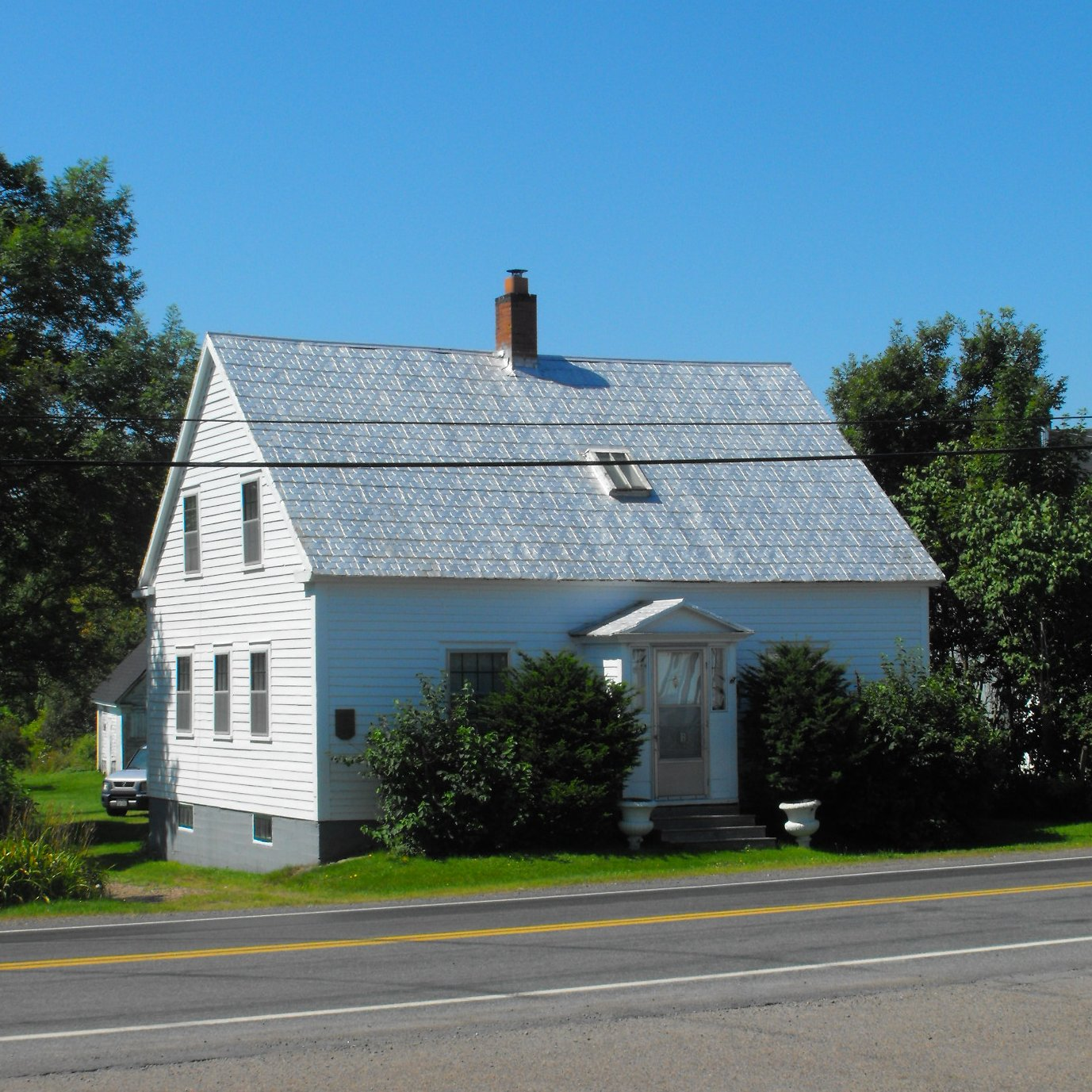
Casa de Elizabeth Bishop em Great Village, Nova Escócia, Canadá.

O pai, William Thomas Bishop morreu antes de ter ela um ano e a mãe, Gertrude Bulmer Bishop, tinha transtornos mentais, foi internada num hospital psiquiátrico quando Elizabeth tinha cinco anos. A família materna a levou para viver em Great Village na Nova Escócia, Canadá. Sua mãe ficou no hospital até morrer em 1934 mas Elizabeth nunca mais a veria. Guardou de sua vida inicial no Canadá lembranças enternecidas e escreveria sobre sua infância de modo idealizado.
Foi mais tarde educada pela família do pai em Worcester e Boston. Viveu nove meses infelizes com os avós paternos em Boston, como se vê em The Country House, começando a sofrer de asma e de eczema, a primeira de suas numerosas alergias. Viveu na França na década de 1920, graças a sua colega em Vassar e amante Louise Crane, herdeira da famosa indústria de papel. Estudaria em Vassar durante quatro anos - entrou em 1929, bem no ano da quebra de Wall Street. 
Conheceu a grande poetisa Marianne Moore, 24 anos mais velha, de quem se tornou muito amiga. Seus primeiros poemas, muito influenciados por George Herbert, Gerard Manley Hopkins e Moore, surgiram na revista de Vassar College, que ajudou a fundar com Mary McCarthy, escritora um ano mais velha, Margaret Miller e duas irmãs Clark, e que se intitulava Con Spirito. Influenciada por Marianne Moore, abandonou a intenção de se tornar médica e se dedicou à poesia. Sua educação excelente era financiada por dinheiro aplicado pelo pai, que ia entretanto diminuindo com a inflação.

## Carreira
Residiu em Nova Iorque por um ano, escrevendo poemas mais amadurecidos, entre eles The Map e The Man-Moth. Viveu depois intermitentemente na Europa por três anos, depois de comprar uma casa em Key West, Florida, em 1938. Depois de rejeições por alguns editores, o primeiro de seus volumes de poesia («North and South») apareceu em 1946. No ano seguinte conheceu Robert Lowell, de quem se tornou amiga durante o resto da vida. 
Marianne Moore demonstrou grande interesse por seus trabalhos. Quatro anos se passaram antes que Elizabeth começasse a chamá-la nas cartas Cara Marianne e a pedido de Moore! A amizade entre ambas, que perdura na extensa corresponência, durou até a morte de Moore, em 1972. 
Em 1946, Moore sugeriu seu nome para o Houghton Mifflin Prize (prêmio de poesia) e ela venceu. Quando da publicação de North and South, o mais importante crítico de então nos Estados Unidos, Randall Jarrell, escreveu que «all her poems have written underneath, I have seen it" ou seja, «todos seus poemas, como percebi, têm uma segunda escrita».

## No Brasil

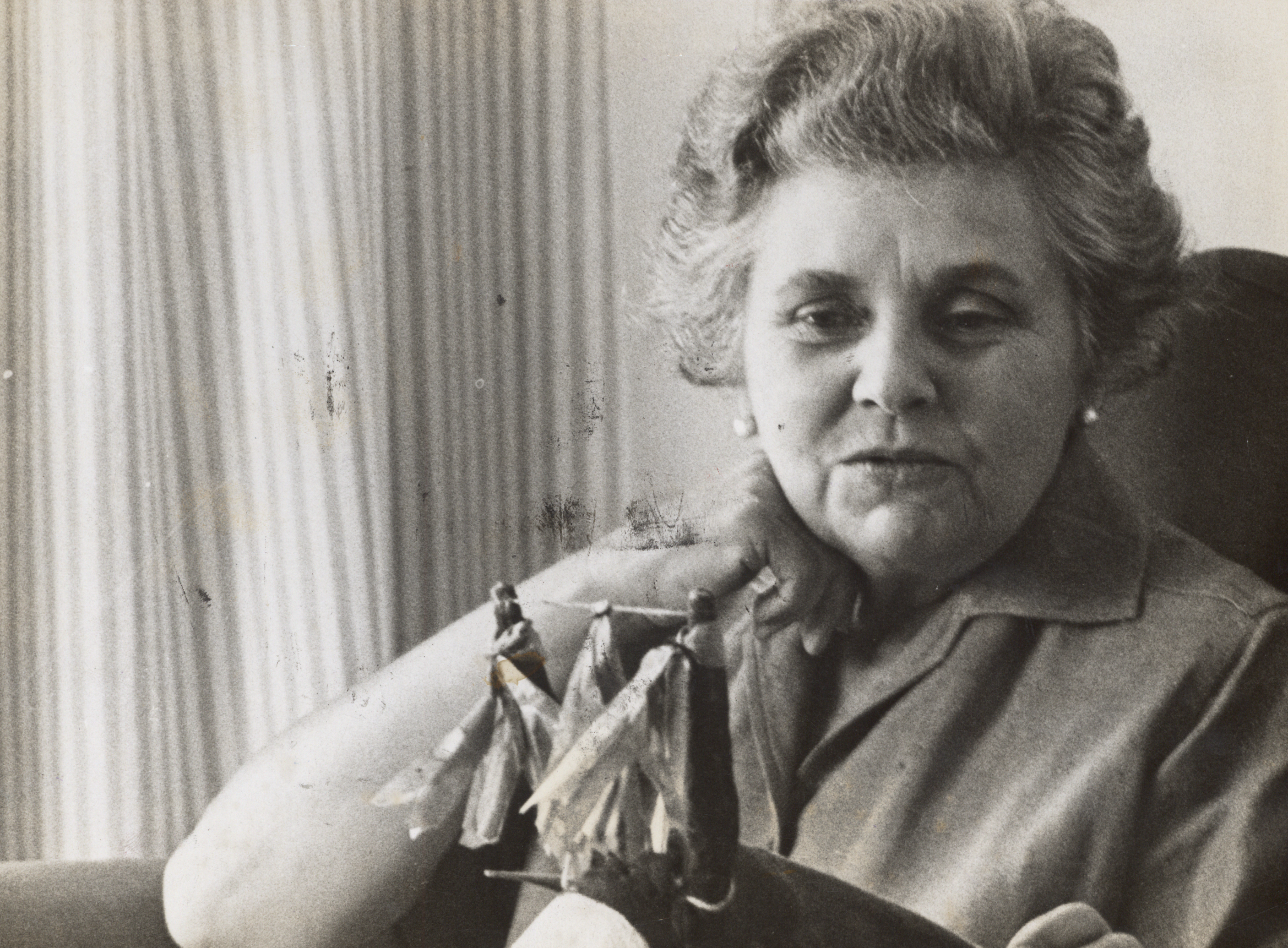
Em 1964.

Bishop, que a vida toda teria dificuldades para sustentar sua carreira, dependia bastante de doações, empréstimos, prêmios e outros incentivos universitários. Em 1951, ao receber 2,500 dólares dos Estados Unidos do Bryn Mawr College (importância então considerável) pôde decidir-se a navegar ao redor da América do Sul. Chegou a Santos em Novembro, esperando ficar duas semanas, para desfrutar da paisagem numa curta pausa de duas semanas em sua longa viagem, mas a estada se estendeu por mais de vinte anos. 
O Brasil marcou sua vida como temática de numerosos poemas, contos e cartas, e, como afirma a obra «Brasiliana da Biblioteca Nacional», de 2001, em sua página 107, «como vivência afetiva, pautada sobretudo pela longa relação amorosa com Lota de Macedo Soares.» Tal relação lhe daria estabilidade e amor e estabeleceu residência no Rio de Janeiro, depois nos arredores, em Petrópolis e mais tarde em Ouro Preto.
Diz a mesma obra: «Representante ilustre da poesia moderna norte-americana, Bishop residiu no Brasil como estrangeira voluntariamente exilada de seu país, mas profundamente conectada com o movimento cultural norte-americano», principalmente com o poeta Robert Lowell com sua mentora Marianne Moore. (....) «Traduziu poemas dos principais expoentes do modernismo brasileiro e manteve relações cordiais com vários desses artistas.»
Chegou no último governo Vargas, documentou o suicídio do presidente, viu a ascensão de JK e a queda de Jango Goulart. Endossava as opiniões de sua namorada Lota, paisagista e amiga de Carlos Lacerda,  partidária de posições udenistas. Com simpatias pelo Partido Democrata nos Estados Unidos, crítica ao sistema de segregação racial norte-americano. A verdade é que a política jamais foi tema de interesse central para ela. Sua percepção das contradições brasileiras é, no entanto, sutil e perspicaz em poemas sobre a paisagem de Santarém, por exemplo, na evocação das chuvas tropicais, na sátira social explícita (poema Pink Dog, por exemplo) no retrato dos pobres urbanos.

## Retorno aos Estados Unidos
Vendendo a casa de Ouro Preto após o suicídio de Lota, no início da década de 1970 retornou defitinivamente aos Estados Unidos. 
Enquanto vivia no Brasil, em 1956 recebeu o Prémio Pulitzer de Poesia pelo livro North & South — A Cold Spring. Receberia mais tarde o Prêmio Nacional do Livro (the National Book Award) e o prêmio nacional do círculo dos Críticos literários (the National Book Critics Circle Award) assim como duas bolsas Guggenheim e uma da Fundação Ingram Merrill. Tornou-se poeta residente na Universidade de Harvard em 1969. 
Começou em 1971 uma relação amorosa com Alice Methfessel que duraria até sua morte em 1979.
Em 1976, foi a primeira mulher a receber o Prêmio Literário Internacional Neustadt e continua sendo o único americano a recebê-lo.
Escreveu muito para a revista The New Yorker, e em 1964 escreveu o obituário de Flannery O'Connor para a The New York Review of Books. Fazia muitas conferências, e durante uns poucos anos ensinou na Universidade de Washington, antes de se mudar para Harvard por sete anos. Ensinou ainda na New York University, antes de terminar seus dias de ensino no Massachusetts Institute of Technology.
Gastava meses, por vezes anos, escrevendo um poema apenas, trabalhando para obter um sentido de espontaneidade. Apaixonada pela exatidão, recriou os mundos do Canadá, América, Europa e Brasil. Não admitia ter pena de si mesma, mas seus poemas mal escondem todas as dificuldades como mulher, como lésbica, como órfã, como viajante sem raízes, ou asmática frequentemente hospitalizada, mulher que sofria de depressão e por vezes alcoolismo.
"I'm not interested in big-scale work as such," disse uma vez a Lowell. "Something needn't be large to be good." O que simplesmente quer dizer que não estava interessada por trabalho em larga escala, por não acreditar que algo precisasse ser grande para ser bom…
Faleceu em 6 de outubro de 1979 aos 68 anos. Encontra-se sepultada no Hope Cemetery, Worcester Massachusetts no Estados Unidos.

## Obras

### Poesia
- Seu livro «Brasil» reuniu reportagens realizadas para a revista Time-Life.
- «North & South» (Houghton Mifflin, 1946)
- A Cold Spring|Poems: North & South — A Cold Spring, (Houghton Mifflin, 1955)
- Questions of Travel, Farrar, Straus, and Giroux, com numerosos poemas feitos no Brasil, em 1965.
- The Complete Poems, (Farrar, Straus, and Giroux, 1969)
- Geography III, (Farrar, Straus, and Giroux, 1976)
- The Complete Poems: 1927-1979, (Farrar, Straus, and Giroux, 1983)
- Edgar Allan Poe & The Juke-Box : Uncollected Poems, Drafts, and Fragments, editado e anotado por Alice Quinn, (Farrar, Straus, and Giroux, 2006)

### Outros trabalhos
- The Diary of "Helena Morley," por Alice Brant, traduzido do Português, com introdução de Elizabeth Bishop, (Farrar, Straus, and Cudahy, 1957)
- Three Stories by Clarice Lispector, Kenyon Review 26 (verão de 1964): 500-511.
- The Ballad of the Burglar of Babylon, (Farrar, Straus, and Giroux, 1968)
- An Anthology of Twentieth Century Brazilian Poetry, editada por Elizabeth Bishop e Emanuel Brasil (Wesleyan University Press, 1972)
- The Collected Prose, (Farrar, Straus, and Giroux, 1984)
- One Art: Letters, selecionadas e editadas por Robert Giroux, (Farrar, Straus, and Giroux, 1994)
- Exchanging Hats: Paintings, edição e introdução por William Benton, (Farrar, Straus, and Giroux, 1996)

## No Cinema
O filme Flores Raras, 2013, de Bruno Barreto, é baseado no romance entre Elizabeth Bishop e a brasileira Lota de Macedo Soares, as quais viveram juntas em Petrópolis de 1951 até 1965. Sua intérprete neste filme foi a atriz australiana Miranda Otto.